# Kybos lindbergi
Kybos lindbergi är en insektsart som först beskrevs av Rauno E. Linnavuori 1951.  Kybos lindbergi ingår i släktet Kybos och familjen dvärgstritar. Arten är reproducerande i Sverige. Inga underarter finns listade i Catalogue of Life.